# Arie
En arie (italiensk for luft) er en musikalsk betegnelse for en ekspressiv melodi, der som regel, men ikke altid, udføres af en sanger. Betegnelsen bruges nu næsten udelukkende om et selvstændigt stykke musik for én stemme, der akkompagneres af et orkester.
Arier forekommer hyppigt i opera, men også i genrer som oratorium og kantate.
Nogle komponister skrev også koncertarier, som ikke er en del af et større værk. Det gælder fx "Ah perfido" af Beethoven og "Conservati fedele" af Mozart.

## Arien historisk belyst
Arien forekommer første gang i det 14. århundrede; med tiden udviklede arier sig fra simple melodier til mere komplekse former. I det 17. århundrede blev arien skrevet i en tredelt form, ABA; disse arier kendes som da capo-arier. Arien er blevet et fast element i opera med en lang række underarter (aria cantabile,aria agitata, aria di bravour og så videre). I midten af det 19. århundrede fyldte arierne så meget i mange operaer, at de egentlig blot var en lang række af arier, hvorved de næsten helt havde fortrængt recitativet, mens andre operaer (fx af Wagner) var helt gennemkomponerede, så grænserne mellem afsnit udviskes og egentlige arier ikke kan identificeres.
En arietta er en kort arie.

## Vigtige arier
| Stemmetype  | Arie                                        | Opera                   | Komponist                |  |
| ----------- | ------------------------------------------- | ----------------------- | ------------------------ |  |
| Sopran      | O mio babbino caro                          | Gianni Schicchi         | Giacomo Puccini          |  |
| Sopran      | Sì, mi chiamano Mimì                        | La bohème               | Giacomo Puccini          |  |
| Sopran      | Vissi d'arte                                | Tosca                   | Giacomo Puccini          |  |
| Sopran      | Der Hölle Rache                             | Die Zauberflöte         | Wolfgang Amadeus Mozart  |  |
| Sopran      | Summertime                                  | Porgy og Bess           | George Gershwin          |  |
| Sopran      | Glitter and Be Gay                          | Candide                 | Leonard Bernstein        |  |
| Sopran      | Sempre libera                               | La traviata             | Giuseppe Verdi           |  |
| Sopran      | When I am laid in Earth                     | Dido og Aeneas          | Henry Purcell            |  |
| Mezzosopran | Habanera                                    | Carmen                  | Georges Bizet            |  |
| Mezzosopran | Mon cœur s'ouvre à ta voix                  | Samson et Dalila        | Camille Saint-Saëns      |  |
| Mezzosopran | Voi, che sapete                             | Le nozze di Figaro      | Wolfgang Amadeus Mozart  |  |
| Mezzosopran | Ombra mai fù                                | Serse                   | George Frideric Handel   |  |
| Kontraalt   | Ah, Tanya, Tanya                            | Eugen Onegin            | Pjotr Iljitj Tjajkovskij |  |
| Kontraalt   | Weiche, Wotan, weiche                       | Das Rheingold           | Richard Wagner           |  |
| Kontraalt   | Lullaby                                     | The Consul              | Gian Carlo Menotti       |  |
| Tenor       | La donna è mobile                           | Rigoletto               | Giuseppe Verdi           |  |
| Tenor       | Celeste Aida                                | Aida                    | Giuseppe Verdi           |  |
| Tenor       | Vesti la giubba                             | I pagliacci             | Ruggero Leoncavallo      |  |
| Tenor       | Nessun dorma                                | Turandot                | Giacomo Puccini          |  |
| Tenor       | E lucevan le stelle                         | Tosca                   | Giacomo Puccini          |  |
| Baryton     | Largo al factotum                           | Il barbiere di Siviglia | Gioachino Rossini        |  |
| Baryton     | Votre toast                                 | Carmen                  | Georges Bizet            |  |
| Baryton     | Der Vogelfänger bin ich ja                  | Die Zauberflöte         | Wolfgang Amadeus Mozart  |  |
| Baryton     | Die Frist ist um                            | Der fliegende Holländer | Richard Wagner           |  |
| Baryton     | Tutto e deserto... Il balen del suo sorriso | Il trovatore            | Giuseppe Verdi           |  |
| Bas         | Non più andrai                              | Le nozze di Figaro      | Wolfgang Amadeus Mozart  |  |
| Bas         | O Isis und Osiris                           | Die Zauberflöte         | Wolfgang Amadeus Mozart  |  |
| Bas         | Madamina, il catalogo è questo              | Don Giovanni            | Wolfgang Amadeus Mozart  |  |
| Bas         | Hier sitz ich zur Wacht                     | Götterdämmerung         | Richard Wagner           |  |

## Links
- The Aria Database